# Bergfriedhof Baiertal
Der Bergfriedhof in Baiertal, in einem Stadtteil von Wiesloch im Rhein-Neckar-Kreis in Baden-Württemberg gelegen, wurde 1988 in Betrieb genommen. Die nach Plänen von Wolfgang Bräter 1987/88 erbaute Aussegnungshalle kann auch für reguläre Gottesdienste genutzt werden.

## Geschichte
Der Alte Friedhof im Ortskern von Baiertal, der letztmals 1878 erweitert worden war, wurde nach der Eingemeindung des Ortes nach Wiesloch 1972 und der Ausweisung von Neubaugebieten zu klein. Ein Gutachten der Arbeitsgemeinschaft Friedhof und Denkmal sprach sich gegen eine Erweiterung aus, so dass die Gemeinde 1981 die Anlage eines neuen Friedhofs beschloss. Dazu wurde ein in Hanglage befindliches Gelände mit einer Größe von 2,8 Hektar und mit einer Höhendifferenz von etwa 20 Metern am südlichen Ortsrand von Baiertal im Gewann Schneideräcker ausgewiesen. Die Planungen wurden von 1981 bis 1984 vom Architekturbüro für Freiraumplanung Reinhard Klose, Lampertheim erarbeitet und anschließend die Erdbau-, Wegebau- und Steinarbeiten vergeben. Das Gelände wurde langgestreckt und unregelmäßig terrassiert. Dadurch ergaben sich zahlreiche schmale Grabfelder, die nur drei oder vier Grabreihen hintereinander aufnehmen können, jedoch über die geschwungenen Wege barrierefrei ohne Treppen oder starke Steigungen zu erreichen sind. Nach Vergabe der Pflanz- und Rasenarbeiten 1985 hat man das Gelände außerhalb der Gräberfelder mit Bodendeckern, Sträuchern, Solitärpflanzen und klein- bis mittelkronigen Bäumen bepflanzt, so dass sich ein parkartiger, geschlossener Landschaftsbereich ergab.

## Aussegnungshalle
Die Pläne für die Aussegnungshalle hat 1986 der Wieslocher Architekt Wolfgang Bräter erstellt. Das Gebäude wurde 1987/88 erbaut und am 19. November 1988 eingeweiht. 
Die Aussegnungshalle liegt in der nordwestlichen Ecke am höchsten Punkt des Friedhofsgeländes und ist in den Hang gebaut, so dass sie von der Zufahrtsstraße aus betreten werden kann, während der eigentliche Feierraum und die Nebengebäude auf einer tieferen Ebene weiter auf dem Friedhofsgelände liegen. Nach Osten hin ist die Kapelle großzügig verglast. Sie ist mit 70 Sitz- und etwa 100 Stehplätzen so dimensioniert, dass sie außer für Trauerfeiern auch für reguläre Gottesdienste genutzt werden kann.